# Marco Scopetta
Marco Scopetta is een voormalig professioneel golfer uit Zwitserland.  
In 1992 won Scopetta het Zwitserse PGA Kampioenschap na een play-off tegen Steve Rey.

In 1994 speelde Scopetta de World Cup met André Bossert in Puerto Rico. Vijfmaal kwalificeerde hij zich voor het Zwitsers Open. Zijn beste resultaat was een score van 291 in 1996, goed voor de 68ste plaats.
Hij was president van Golf Club Signal De Bougy in Bougy-Villars. Deze nieuwe baan (2004) ligt tussen Genève en Lausanne op een hoogte van 700 meter, uitkijkend over het Meer van Genève en de achterliggende Alpen. Signal de Bougy behoort met zes andere banen tot 'Golf Parc Migros'.
Hij is in 2014 verhuisd naar Thailand en is daar nu sales & marketing directeur bij Golfasian. 

## Gewonnen
- 1992: PGA Kampioenschap

## Teams
- World Cup: 1994